# Pieterfaurea lampas
Pieterfaurea lampas är en korallart som beskrevs av Williams 2000. Pieterfaurea lampas ingår i släktet Pieterfaurea och familjen Nidaliidae. Inga underarter finns listade i Catalogue of Life.